# Casa de la via Graziosa

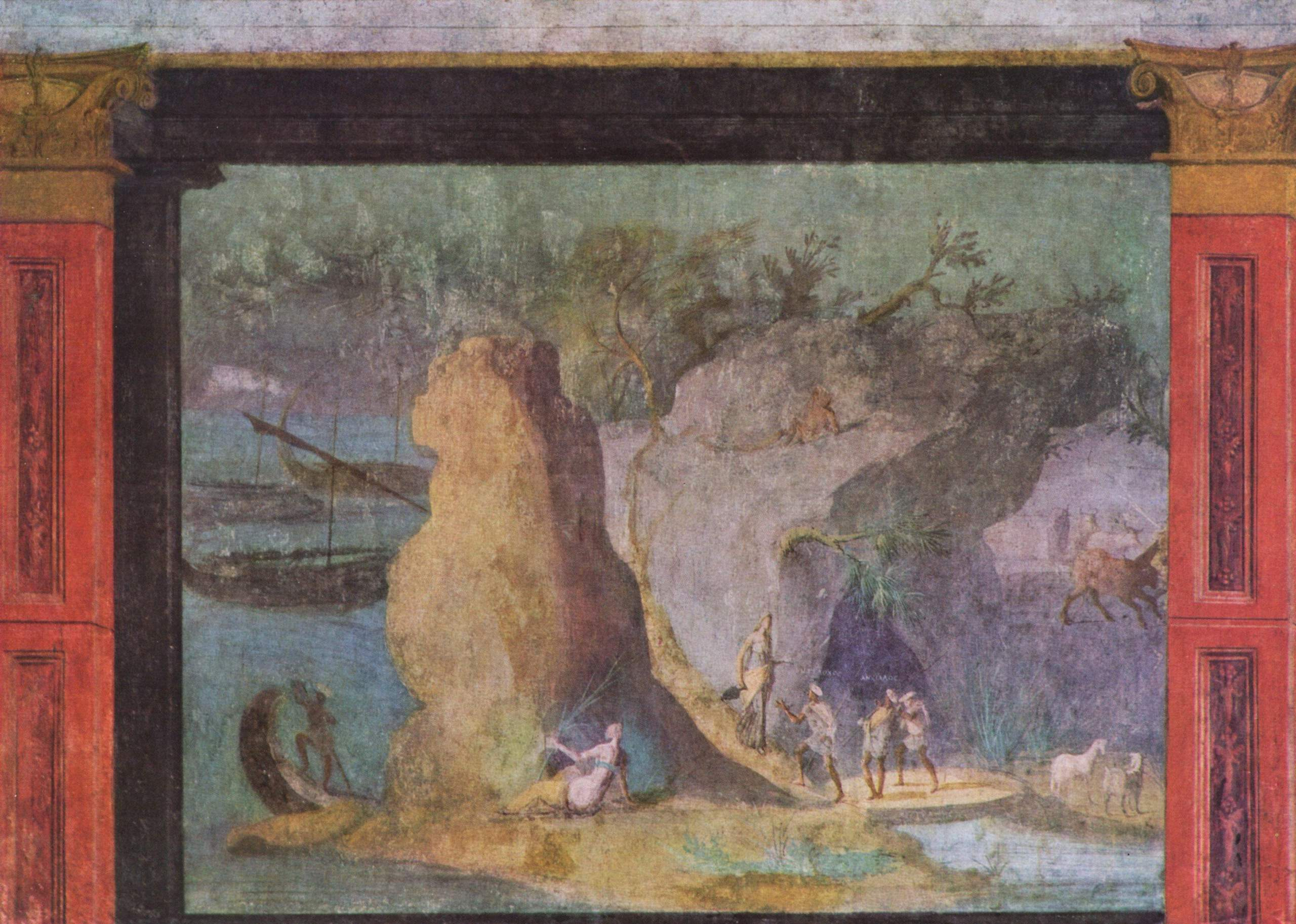
Uno de los frescos de la casa, con escenas de la Odisea.

La casa de la via Graziosa es una domus de la antigua ciudad de Roma, de época republicana, situada en la colina del Esquilino, que se abría al Vicus Patricius. Es de gran importancia por estar decorada con una serie de frescos que narran pasajes de la Odisea, actualmente conservados en la Biblioteca Apostólica Vaticana de los Museos Vaticanos.

## Historia y descripción
Se descubrió en 1848. Las escenas de la Odisea estaban en la parte alta de las paredes de la estancia principal, siguiendo una disposición que tiene un paralelo en los relieves nilóticos del atrio de la villa de los Misterios de Pompeya.
El tema son las Ulixis errationes per topia citadas por Vitruvio, con los viajes de Ulises con fondo de paisaje. El uso del paisaje rompe la monotonía de una pared, dándole una profundidad de perspectiva, con efecto ilusionista.

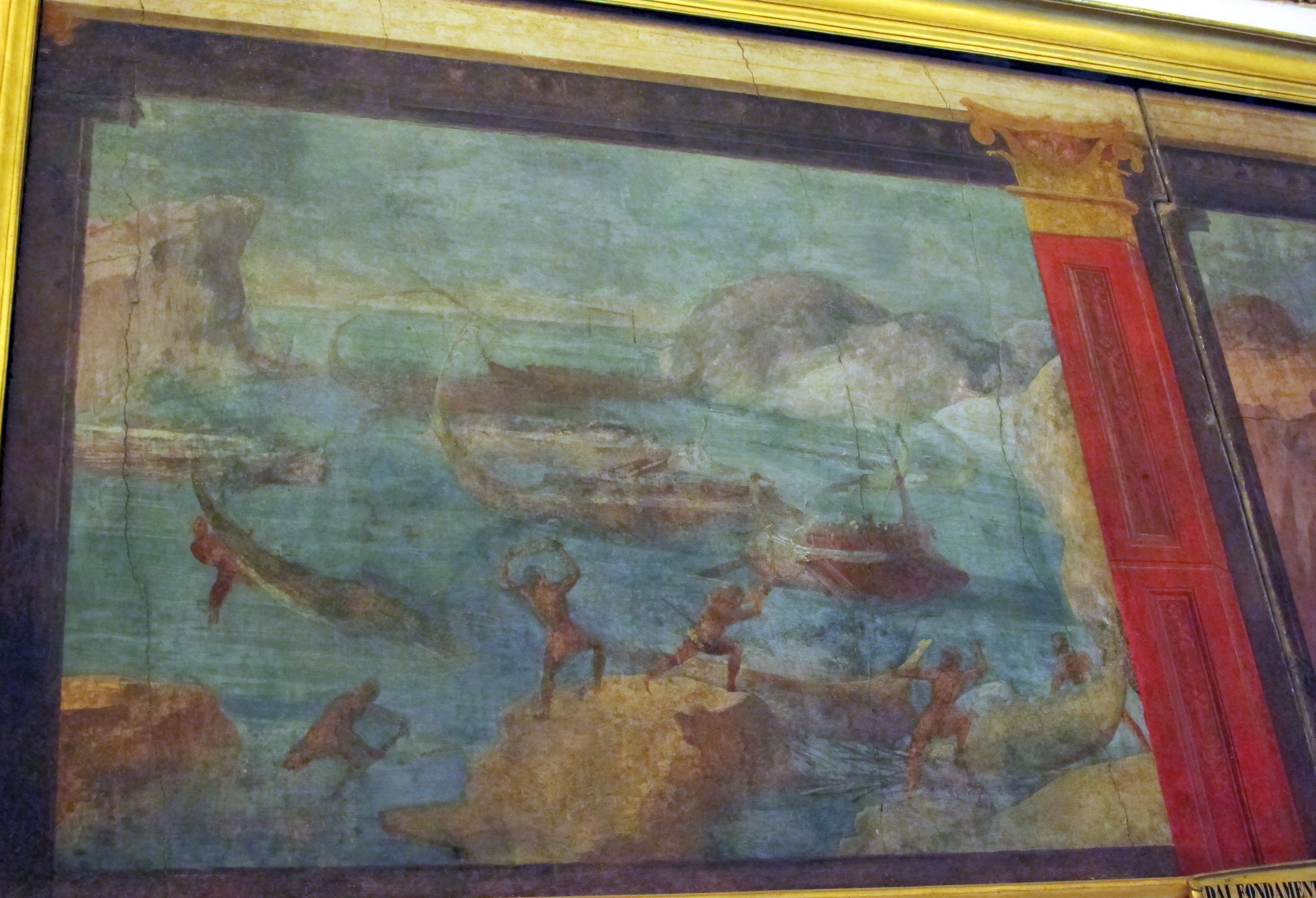
Atque de los lestrigones.

Una de las escenas más vivaces es la del Ataque de los lestrigones, con pequeñas figuras diseminadas en un vasto paisaje, con un punto de vista elevado, lleno de rocas y árboles, con pastores y animales.
Los tonos elegidos se armonizan bien entre ellos. La técnica elegida es de tipo casi impresionista, siguiendo un método que se usó ampliamente hasta la época medio-imperial en la decoración de frisos menores y de pinax.
La representación es minuciosa, con el nombre de cada personaje escrito en griego en ajustada filología, lo que hace suponer la presencia de modelos precisos, tal vez proporcionados por las ilustraciones de los poemas elaboradas en el ámbito de la biblioteca de Alejandría.
La datación de los frescos oscila entre el primer helenismo y los periodos siguientes. La hipótesis más segura parece ser la que los sitúa en torno al siglo I a. C., cuando en otros monumentos se encuentra una cierta inclinación al homerismo, retomando modelos orientales del siglo II a. C. (casa del Criptopórtico, casa de Ottavio Quartione, pórtico del Templo de Apolo Sosiano, Tabulae Iliacae).